# Johnstown, New York

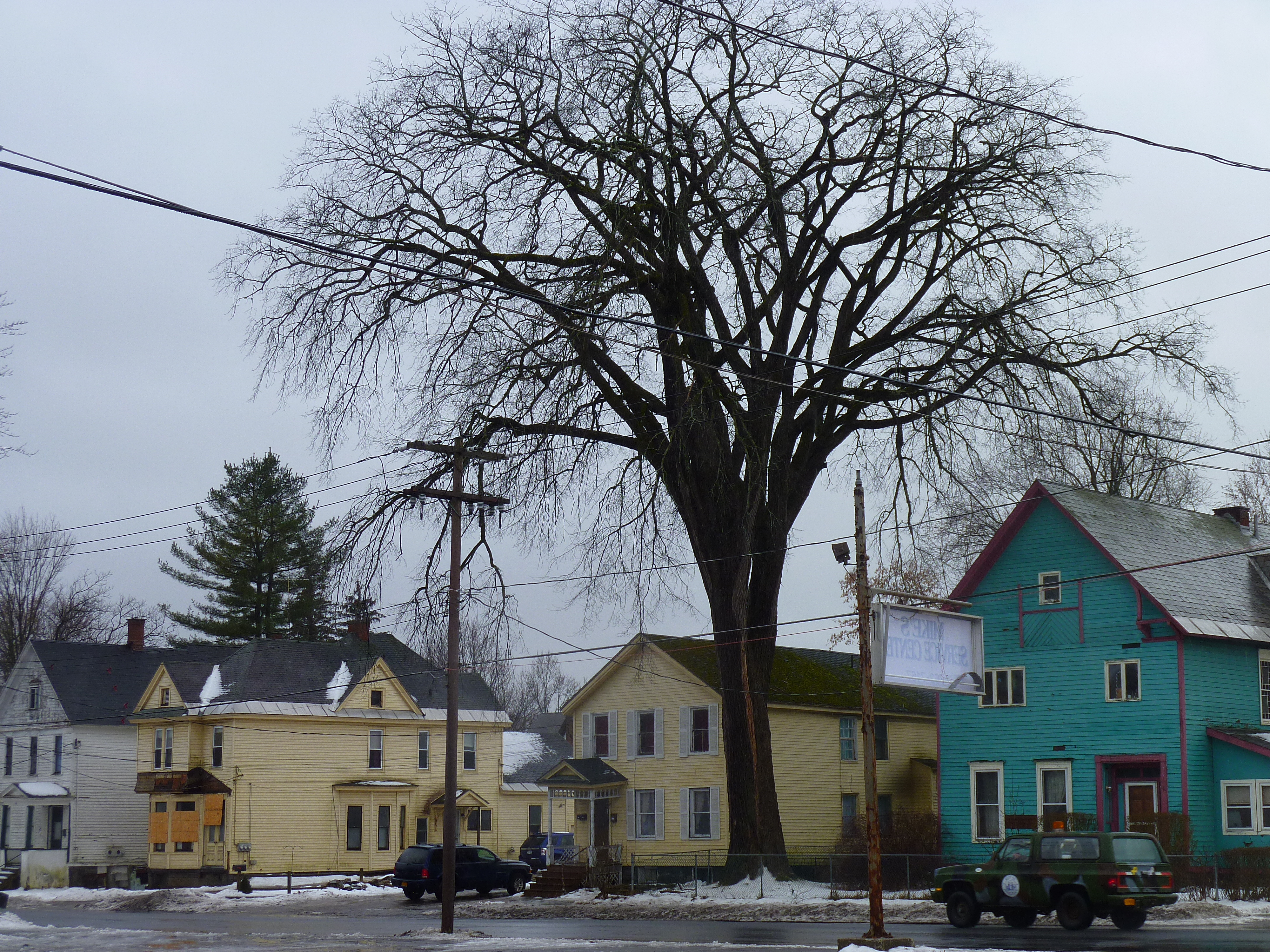
Bostadsområde i Johnstown.

Johnstown är en stad i och administrativ huvudort för Fulton County, New York. Vid folkräkningen 2010 hade staden en folkmängd om 8 743 personer. Staden grundades av sir William Johnson och uppkallades efter dennes äldste son sir John Johnson. Staden Johnstown omges till större delen av Johnstowns kommun, till vilken staden hörde när den var ett municipalsamhälle.